# 청양 남천리 석탑
청양 남천리 석탑(靑陽 南泉里 石塔)은 대한민국 충청남도 청양군 정산면 남천리 50번지에 있는 석탑이다. 1976년 1월 8일 충청남도의 유형문화재 제56호로 지정되었다.

## 개요
'탑골동' 또는 '절골동'이라 불리는 남천리 산골짜기에는 이름이 알려지지 않은 자그만 절터가 하나 있다. 절터에서 조금 떨어진 산 기슭에 이르면 아담한 모습의 이 탑이 보이는데, 2층의 기단(基壇) 위에 3층의 탑신(塔身)을 올려놓은 모습이다.
아래층 기단은 네 면의 가운데와 모서리에 기둥모양을 본떠 새겼고, 위층기단은 모서리에만 조각을 해 두었다. 탑신부의 각층 몸돌을 덮고있는 지붕돌은 곡선을 이루는 낙수면과 수평을 유지하는 처마의 조화가 아름답다. 네 귀퉁이에서의 들어올림도 가벼우며, 밑면의 받침은 1층에서부터 5단·4단·3단으로 점차 줄어들고 있다. 꼭대기에는 네모난 받침 위로 세 조각으로 깨어진 머리장식이 위태롭게 놓여있다.
전체적으로 우아한 균형미가 잘 나타난 고려시대의 석탑이다.

## 참고 자료
- 정산남천리석탑 - 국가유산청 국가유산포털